# Zaza (dessinateur)
Pour les articles homonymes, voir Zaza.
Zaza est le pseudonyme de Klaas Storme (né à Ostende le 1er mai 1967), dessinateur belge d'expression néerlandaise.
Zaza travaille principalement pour les journaux flamands et néerlandais. On peut notamment retrouver ses dessins dans De Standaard, NRC Handelsblad, Net-Magazine, Het Nieuwsblad, Bonanza, De Morgen, Humo, Clickx et Wielerrevue. Son style est humoristique, souvent cynique et provocateur.

## Biographie
Zaza a étudié la philosophie et la théologie à la Katholieke Universiteit Leuven (Université Catholique de Louvain), ce qui l'a conduit à devenir professeur de religion. Il a quitté l'enseignement en 1999, lorsqu'il est devenu le dessinateur-maison du Standaard.